# Фауст, Дрю Джилпин
Дрю Джилпин (Гилпин) Фауст (англ. Drew Gilpin Faust, урождённая Кэтрин Дрю Джилпин; р. 18 сентября 1947 года, Нью-Йорк) — американский историк, первая женщина-президент Гарвардского университета (2007—2018). Чтец Джефферсонской лекции (2011).

## Биография
Её родители — Кэтэрин Джинна (урождённая Меллик) и Макги Тисон Джилпип — селекционер-конезаводчик и выпускник Принстонского университета. Прадед Дрю Фауст — Лоуренс Тисон был сенатором от Теннесси. Она также потомок третьего главы Принстонского университета — преподобного Джонатана Эдвардса. Её семья принадлежит к финансовой и политической элите страны.
Детство провела в маленьком городке Кларк-Кантри, Виргиния.
Образование получила в Брин-Мор-колледже (AB, 1968) и Пенсильванском университете (магистр, 1971; доктор философии, 1975), там же началась и её научная деятельность, заключавшаяся в изучении истории Юга США до и во время Гражданской войны. Её изыскания были высоко оценены коллегами.
В 2001 году она стала деканом Рэдклиффского института перспективных исследований. Также она входит в управление и других исследовательских центров.
30 июня 2006 года тогдашний президент Гарварда Лоуренс Саммерс подал в отставку после скандала, связанного с его заявлениями о соотношении пола учёного и его успехов в научной деятельности.

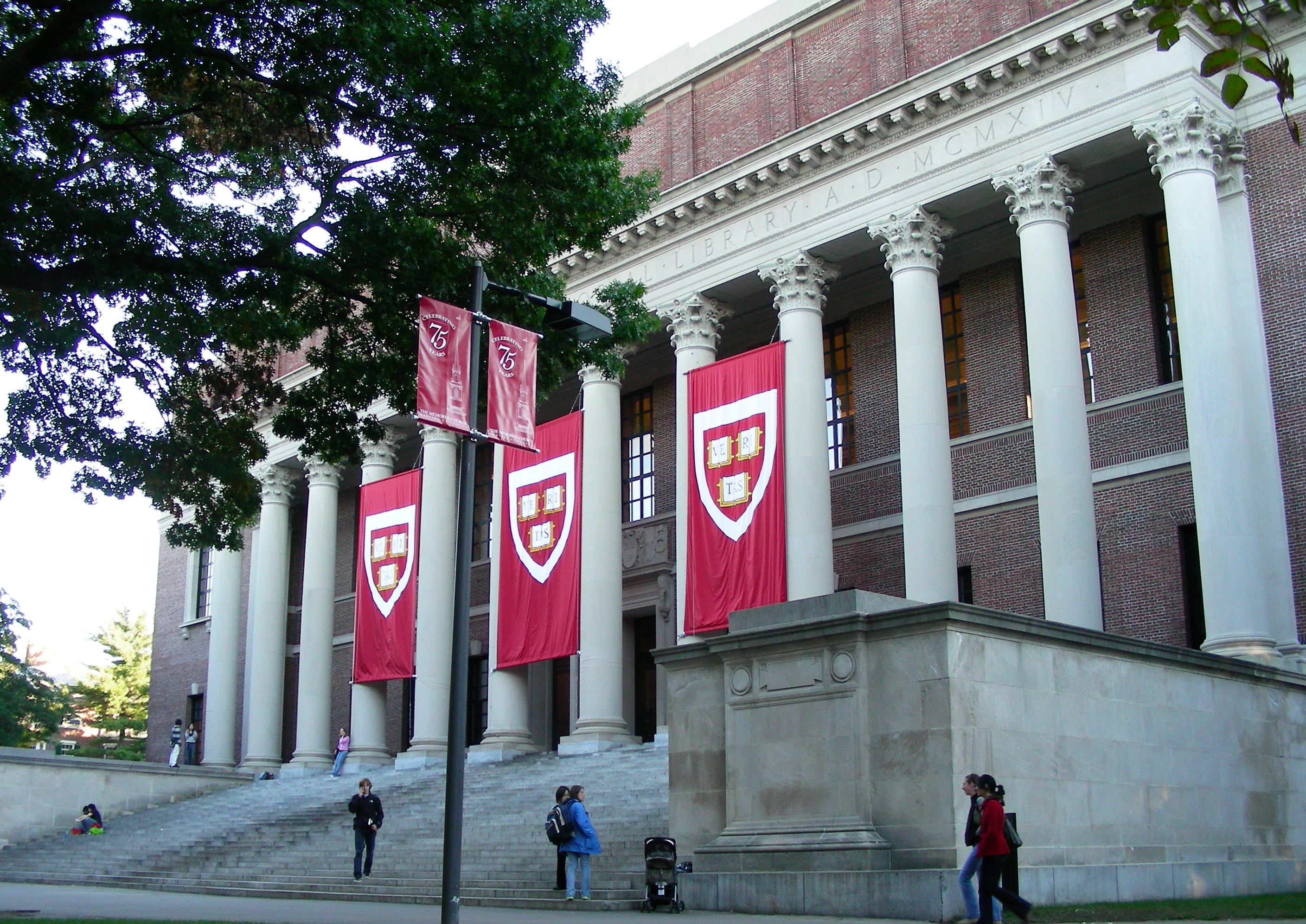
Приготовления к инаугурации Фауст

8 февраля 2007 года было объявлено о назначении на эту должность Дрю Фауст. Она заявила, что надеется, что её назначение будет символизировать те возможности для женщины, которых у них не было ещё поколение назад.
Стала первым с 1972 года президентом Гарварда, не окончив это высшее учебное заведение и не имея в нём учёную степень.
Она также занимает должность Линкольнского профессора американской истории факультета искусств и наук Гарварда.
Член Американской акад. искусств и наук.
Член Общества американских историков и Американского философского общества.
Фауст вошла в список 100 наиболее влиятельных людей в мире в 2007 году по версии журнала Time.
Почётный доктор словесности Оксфордского университета (2012).
Дважды была замужем. Первым её мужем был Стефан Фауст, а нынешнего зовут Чарльз Розенберг, и он историк медицины. У Фауст рак груди, но на эту тему она отказывается говорить с прессой.

## Труды
Автор 6 книг (на 2012 год).
- This Republic of Suffering: Death and the American Civil War (Knopf, 2008) ISBN 978-0-375-40404-7
- Mothers of Invention: Women of the Slaveholding South in the American Civil War (University of North Carolina Press, 1996) ISBN 978-0-8078-5573-7
- Southern Stories: Slaveholders in Peace and War (University of Missouri Press, 1992) ISBN 978-0-8262-0975-7
- The Creation of Confederate Nationalism: Ideology and Identity in the Civil War South (Louisiana State University Press, 1982) ISBN 978-0-8071-1606-7
- James Henry Hammond and the Old South: A Design for Mastery (Louisiana State University Press, 1982) ISBN 978-0-8071-1248-9
- A Sacred Circle: The Dilemma of the Intellectual in the Old South, 1840—1860 (University of Pennsylvania Press, 1977) ISBN 978-0-8122-1229-7